# Jean-Pierre Heynderickx
Jean-Pierre Heynderickx (Gand, 5 maggio 1965) è un dirigente sportivo ed ex ciclista su strada belga.

## Palmarès

### Strada
- 1986 (Dilettanti, una vittoria)

4ª tappa Ronde van de Kempen (Booischot > Booischot)
- 1987 (TeVe Blad-Eddy Merckx, una vittoria)

Grote Prijs Stad Vilvoorde
- 1988 (Sigma-Fina, una vittoria)

1ª tappa Tour d'Armorique (Rennes > Lorient)
- 1989 (Histor-Sigma-Fina, una vittoria)

21ª tappa Vuelta a España (Palazuelos de Eresma > Madrid)
- 1990 (Seur, una vittoria)

Clásica de Sabiñánigo
- 1993 (Collstrop-Assur Carpets, due vittorie)

Zomergem-Adinkerke
Grote Prijs Eugeen Roggeman
- 1994 (Collstrop-Willy Naessens, una vittoria)

5ª tappa Étoile de Bessèges (Molières-sur-Cèze > Bessèges)
- 1995 (Collstrop-Lystex, quattro vittorie)

Clásica de Almería
Grote Prijs Eugeen Roggeman
GP Lucien Van Impe
2ª tappa Tour of China

#### Altri successi
- 1987 (TeVe Blad-Eddy Merckx)

Criterium Deinze
- 1990 (Seur)

Trofeo Corte Inglès
- 1991 (Seur)

Criterium Bredene
- 1992 (Collstrop-Garden Wood-Histor)

Criterium Moorsele
- 1993 (Collstrop-Assur Carpets)

Classifica a punti Étoile de Bessèges
- 1994 (Collstrop-Willy Naessens)

Buggenhout-Opstal
- 1995 (Collstrop-Lystex)

Izegem Koers
- 1998 (Home Market-Ville de Charleroi)

Criterium Heusden

## Piazzamenti

### Grandi Giri
- Tour de France

1988: 148º
1990: ritirato (11ª tappa)
- Vuelta a España

1989: 124º
1990: ritirato (11ª tappa)
1992: ritirato (13ª tappa)

### Classiche monumento
- Giro delle Fiandre

1993: 55º
1994: 55º
- Parigi-Roubaix

1994: 27º